# Andreas Seewald
Andreas Seewald (21 de agosto de 1991) es un deportista alemán que compite en ciclismo de montaña en la disciplina de campo a través.
Ganó dos medallas en el Campeonato Mundial de Ciclismo de Montaña en Maratón, en los años 2021 y 2022, y dos medallas de oro en el Campeonato Europeo de Ciclismo de Montaña en Maratón, en los años 2021 y 2025.

## Medallero internacional
| Campeonato Mundial | Campeonato Mundial    | Campeonato Mundial | Campeonato Mundial |
| Año                | Lugar                 | Medalla            | Competición        |
| ------------------ | --------------------- | ------------------ | ------------------ |
| 2021               | Elba (Italia)         | Medalla de oro     | Campo a través     |
| 2022               | Haderslev (Dinamarca) | Medalla de plata   | Campo a través     |
| Campeonato Europeo |                       |                    |                    |
| Año                | Lugar                 | Medalla            | Competición        |
| 2021               | Evolène (Suiza)       | Medalla de oro     | Campo a través     |
| 2025               | Casella (Italia)      | Medalla de oro     | Campo a través     |